# Zgrada nekadašnje baletne škole u Kaštel Kambelovcu
Zgrada nekadašnje baletne škole, Bertova vila, ljetnikovac Cambi u mjestu Kaštel Kambelovcu, Obala kralja Tomislava 1, predstavlja zaštićeno kulturno dobro.

## Opis dobra
Zgrada nekadašnje baletne škole u Kaštel Kambelovcu smještena je na obali prirodnog rta koji je nasipanjem proširen prema moru početkom 20. stoljeća. Konte Cambi Berto godine 1911. nasipava teren i gradi ljetnikovac. Godine 1950. građevinu dobiva na korištenje balerina Ana Roje za baletnu školu, a što je razlog da se danas cijeli jedan predio Kambelovca kolokvijalno naziva „Baletna“. Vila je izgrađena u secesijskom stilu. 
Više je puta mijenjala vlasnike i namjenu. Jedno je ljeto Cambi iznajmio vilu iznajmio obitelji Karađorđević za ljetnikovac, iz čega je među narodom proizišla priča o Karađorđevićevom ljetnikovcu. Godine 1936. godine prodana je Nijemcu Bertu Knispelu, po kojemu je tada prozvana Knisperovom vilom. Godine 1945. godine nacionalizirana je i postaje društveno vlasništvo. Zgrada se 1948. preuređuje i dograđuje, pri čemu dobiva izgled koji je unatoč devastaciji zadržala sve do današnje potpune restauracije. Nakon Drugoga svjetskog rata tu je djelovala prva baletna škola u Dalmaciji koju su vodili priznati baletni umjetnici Ana Roje i Oskar Harmoš. Po školi se je prozvao cijeli taj dio Kambelovca. Godine 1961. baletna škola prestala je raditi i njome je upravljanje preuzelo poduzeće Kaštelanska rivijera, kojoj je služio kao ugostiteljski objekt, za što je više puta preuređena. Od 1990-ih je zgrada bila napuštena. Došla je u derutno stanje, a na inicijativu Grada Kaštela 2006. krenulo se s obnovom. Temelji zgrade su sanirani 2009. godine. Po završetku kompletne restauracije zgrade, predviđen je park, koji će biti identičan onome koji je uređen prilikom prvotne izgradnje Baletne škole. Određeno je da u prostorima kompletno obnovljene vile Baletne škole djeluje Glazbena škola fra Bernardina Sokola.

## Zaštita
Pod oznakom Z-3584 zavedena je pod vrstom "nepokretno kulturno dobro - pojedinačno", pravna statusa zaštićena kulturnog dobra, klasificirano kao "javne građevine".